# Banda Internationale
Banda Internationale ist eine ca. 15-köpfige Band aus Dresden, deren Stil zwischen Brass und Weltmusik einzuordnen ist.

## Geschichte
Die Band „Banda Comunale“ wurde im Jahr 2001 von zunächst elf Dresdner Musikern als Reaktion auf die immer größer werdenden Neonaziaufmärsche in der Landeshauptstadt gegründet. Der musikalische Stil war von Anfang an durch starke internationale Einflüsse (Balkan/Osteuropa, Nordafrika, Lateinamerika) geprägt.
Überregional bekannt wurde die Band durch ihr politisches Engagement gegen Fremdenfeindlichkeit und Rassismus, insbesondere gegen die in Dresden stark vertretene PEGIDA-Bewegung. Regelmäßig unterstützte die Band mit ihren Auftritten entsprechende Initiativen und Demonstrationen und initiierte mit anderen Kulturschaffenden u. a. den „Dresdner Neujahrsputz“ als kreative Gegenreaktion zu montäglichen Spaziergängen der rassistischen Pegida. Für diese Aktionen wurde sie für den Sächsischen Förderpreis für Demokratie nominiert.
Im Juni 2015 trat die Band vor dem früheren Hotel Leonardo in Freital auf, das als Erstaufnahmeeinrichtung für Asylbewerber vorgesehen war. Rechtsextremisten versuchten die Unterbringung von Geflüchteten in Freital zu verhindern und brachten die Stadt mit Protesten, Ausschreitungen und rechtsterroristischen Anschlägen bundesweit in die Schlagzeilen.

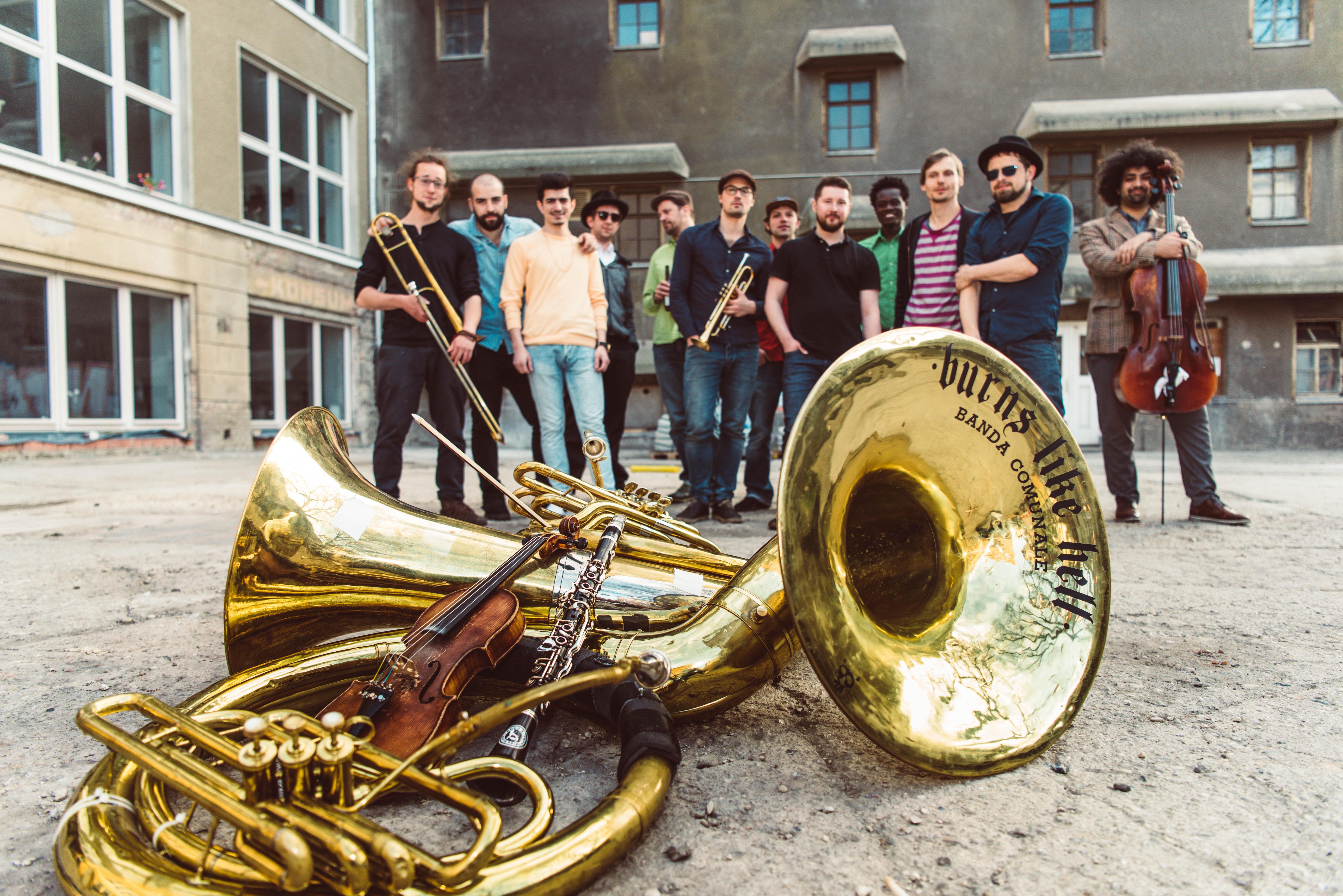
Banda Internationale aus Dresden (2017)

Ab etwa 2015 suchte die Band gezielt unter den in der Region Dresden ankommenden Flüchtlingen nach Musikern und verstärkte sich seitdem mit Bandmitgliedern u. a. aus Syrien, Iran, Irak, Palästina und Burkina Faso. Anlässlich des anfangs nur temporär initiierten Projektes änderte die Band ihren Namen in „Banda Internationale“ um und führt ihn weiterhin. Das Projekt wurde 2016 mit dem Sonderpreis der Staatsministerin für Kultur und Medien Monika Grütters (CDU) gewürdigt. Von der Landesregierung Sachsen gab es ansteigend zwischen 106.871 € und 231.737 € jährlich finanzielle Mittel.
Die Band wurde 2024 für die Thüringer Achava-Festspiele, eine Veranstaltungsreihe zur jüdischen Kultur, engagiert.
Die Band ist unter Vertrag bei dem Münchener Label Trikont.

## Kampagnen gegen Rechts
- Seit 1998 benutzten immer mehr Rechtsextremisten das jährliche Gedenken an den 13. Februar 1945 für ihre Propaganda. Diese Entwicklung gilt als Beweggrund für die Gründung der Banda Comunale, die ab 2001 an zahlreichen Gegendemonstrationen teilnahm.
- Über 15.000 Menschen demonstrierten am 14. Februar 2009 „Laut gegen Nazis“ in Dresden. Banda Comunale spielte neben Smudo, Sebastian Krumbiegel und Rolf Stahlhofen im Rahmen von GEH DENKEN vor 9.000 Menschen auf der Bühne am Theaterplatz vor der Semperoper.[7]
- Die sächsische Stadt Riesa benannte 2010 die Mannheimer Straße in die Geschwister-Scholl-Straße um. Damit bekam auch die NPD eine neue Adresse. Die Banda Comunale begleitete den feierlichen Akt mit einem Auftritt.[8]
- Vor dem Hintergrund der rassistischen Ausschreitungen vor der Geflüchtetenunterkunft Hotel Leonardo in Freital initiierte der Hamburger Verein „Laut gegen Nazis“ am 2. Mai 2016 ein Konzert im Rahmen der „Counter-Speech-Tournee“ auf dem Platz des Friedens in Freital, an dem Leslie Clio, Smudo, Irie Révoltés, die syrische Band Khebez Dawle und Banda Internationale teilnahmen.[9]
- Im Sommer 2016 beteiligte sich die Band an der Kampagne „Noch nicht komplett im Arsch. Zusammenhalten gegen den Rechtsruck“ der Punkrockband Feine Sahne Fischfilet mit einem Konzert in Boizenburg. In diesem Zusammenhang entstand auch eine Coverversion des Songs Noch nicht komplett im Arsch.
- 2018 spielten Banda Internationale auf der Demonstration #ausgehetzt gegen den Rechtsruck in der bayerischen Politik vor rund 50.000 Menschen auf dem Münchner Königsplatz.
- am 9. November 2019 war die Banda Internationale Teil des Bühnenprogramms bei den Feierlichkeiten von 30 Jahre Friedliche Revolution - Mauerfallam Brandenburger Tor in Berlin.
- im März 2020 initiierte die Banda Internationale eine Petition[10] mit dem Titel „Keine öffentlichen Plätze mehr in Dresden für rassistische, rechtsradikale und hassverbreitende Kundgebungen“ bei der Stadt Dresden, die nach Ablauf der Frist 21.773 Mitzeichner unterzeichnet haben und verhalf damit, die Debatte über rechtsradikale Kundgebungen in Dresden wieder zu entfachen. Es ist die bisher erfolgreichste Initiative, seit diese Form der Bürgerbeteiligung von der Stadt Dresden etabliert wurde. Die Petition wurde zur Abstimmung zugelassen, aber nicht im Stadtrat debattiert, weil sie sich gegen die Grundrechte, gegen Meinungs- und Versammlungsfreiheit richtet: so die Begründung. Die Band konnte ihr Anliegen in einer aktuellen Stunde vor dem Stadtrat vortragen. Wenige Tage später titelte die BILD-Dresden: „Dresden verbannt Pegida zum Jahrestag aus der Innenstadt“[11] nachdem die Versammlungsbehörde der Stadt Dresden entschied, dass die asylfeindliche „Pegida“-Bewegung zu ihrem sechsten Jahrestag keinen der zentralen Plätze im Dresdner Stadtzentrum belegen durfte.

## Film
Auf dem DOK Leipzig 2017 zeigten die Dresdner Filmemacher Hechtfilm den Dokumentarfilm Wann wird es endlich wieder Sommer?, der das Engagement der Band über den Zeitraum eines Jahres begleitet, im internationalen Programm. Der Film ist ab Februar 2018 in deutschen Kinos zu sehen.

„Seit es Pegida gibt, regt sich Widerstand – bunt, laut und manchmal rhythmisch. Oft wurde der Takt der Gegendemonstrationen von der örtlichen Demo-Brass-Band „Banda Comunale“ vorgegeben, die sich formierte, wenn es darum ging, sich in Dresden, Freital oder Clausnitz die Straße zurückzuerobern. Doch bald war es den Musikern nicht mehr genug, immer nur „dagegen“ zu sein. Sie emanzipierten sich von den manischen Verteidigern des Abendlands, spielten vermehrt in Erstaufnahmelagern und Asylunterkünften und es dauerte nicht lange, bis die elfköpfige Combo durch Musiker aus Syrien, Burkina Faso, Palästina, dem Irak und dem Iran verstärkt und zur „Banda Internationale“ wurde.“

## Projekte
Seit 2017 führt das Musikerkollektiv neben der Bandarbeit in Trägerschaft der Projektschmiede Dresden (bis 2017) und des Ausländerrat Dresden e. V. (ab 2018) interkulturelle Musik-Workshops an sächsischen Schulen und ein Bandprojekt mit unbegleiteten jugendlichen Geflüchteten durch.

## Diskografie
Alben
- 2004: Banda Comunale (als Banda Comunale)
- 2007: Wer war beim Barbier? (als Banda Comunale)
- 2014: Schall und Rausch (als Banda Comunale)
- 2017: Kimlik (als Banda Internationale)
- 2020: Banda, Bernadette & Brecht (Banda Internationale & Bernadette La Hengst)

## Auszeichnungen
- 2015: Sächsischer Förderpreis für Demokratie[16]
- 2016: BKM Sonderpreis[17] „Kultur öffnet Welten“ der Staatsministerin für Kultur und Medien Monika Grütters
- 2016: Sächsischer Preis für soziokulturelles Engagement[18]
- 2016 als Ausgezeichneter Ort in Deutschland, Land der Ideen durch die Deutsche Bank[19]
- 2017: Weltmusikpreis Ruth (Musikpreis) des Rudolstadt-Festivals[20]
- 2017: Power of the Arts Preis der Philip Morris Stiftung[21]
- 2017: EuroMed Dialogue Award 2017 der Anna Lindh Foundation[22]
- 2019: „Aktiv für Demokratie und Toleranz 2019“ mit dem Projekt „House of Music“[23]

## Belege
1. ↑  Nominiert für den Sächsischen Förderpreis für Demokratie: Banda Comunale - Initiative Neujahrsputz und Angsthasen-Prozession | Belltower News. Abgerufen am 25. Januar 2018.
2. ↑  sz-online: „Banda Internationale“ legt CD vor. In: SZ-Online. (sz-online.de [abgerufen am 25. Januar 2018]).
3. ↑  Banda Internationale: Musik ist eine eigene Sprache | Kultur öffnet Welten! Abgerufen am 25. Januar 2018.
4. ↑  Achavafestspiele Thüringen. In Glaube und Heimat vom 25. August 2024, S. 8.
5. ↑  Banda Internationale – Band – Musik | Trikont. Abgerufen am 25. Januar 2018 (deutsch).
6. ↑  Dresden: Über 15.000 Menschen demonstrierten am 14. Februar 2009 „Laut gegen Nazis“ – ein voller Erfolg – 9.000 Menschen besuchten die GEH DENKEN Bühne am Theaterplatz vor der Semperoper – und trotzdem bleibt auch ein schaler Nachgeschmack | Laut gegen Nazis | Das Blog. Archiviert vom Original am 26. Januar 2018; abgerufen am 25. Januar 2018 (deutsch).
7. ↑  Dana Hoffmann: Widerstand mit den Geschwistern Scholl. In: sueddeutsche.de. 28. Juni 2010, ISSN 0174-4917 (sueddeutsche.de [abgerufen am 25. Januar 2018]).
8. ↑  Counter Speech Tour – 27. April bis 4. Mai 2016. Für die Menschen vor Ort. Archiviert vom Original am 26. Januar 2018; abgerufen am 25. Januar 2018 (deutsch).
9. ↑  Übersicht e-Petition. Abgerufen am 2. November 2020.
10. ↑  Tausende zum Gegenprotest erwartet Dresden verbannt Pediga aus City. Abgerufen am 2. November 2020.
11. ↑  DOK Leipzig: Wann wird es endlich wieder Sommer (Wann wird es endlich wieder Sommer) | DOK Leipzig. (dok-leipzig.de [abgerufen am 25. Januar 2018]).
12. ↑  DOK Leipzig: Wann wird es endlich wieder Sommer (Wann wird es endlich wieder Sommer) | DOK Leipzig. (dok-leipzig.de [abgerufen am 25. Januar 2018]).
13. ↑  Kurz vor Heiligabend! Projektschmiede hat alle Mitarbeiter gefeuert (Memento vom 7. Dezember 2020 im Internet Archive), auf tag24.de, abgerufen am 27. November 2020
14. ↑  Ausländerrat übernimmt Banda Internationale, auf sachsen-fernsehen.de, abgerufen am 27. November 2020
15. ↑  Sächsischer Förderpreis für Demokratie 2015 (Memento vom 29. Juni 2017 im Internet Archive)/
16. ↑  Bundesregierung | Artikel | "Musik ist unsere Sprache". Ehemals im Original (nicht mehr online verfügbar); abgerufen am 25. Januar 2018. (Seite nicht mehr abrufbar. Suche in Webarchiven)
17. ↑  Preis für soziokulturelles Engagement (Memento vom 23. Oktober 2019 im Internet Archive). Website des Landesverbands Soziokultur Sachsen e.V., abgerufen am 5. Dezember 2019.
18. ↑  Banda Internationale – Integration durch Musik. Abgerufen am 25. Januar 2018.
19. ↑  https://rudolstadt-festival.de/de/programm/ruth.html
20. ↑  Banda Internationale: Geräuschvoll gegen den sächsischen Hass - The Power of the Arts. In: The Power of the Arts. 21. August 2017 (thepowerofthearts.de [abgerufen am 25. Januar 2018]).
21. ↑  Banda Internationale wins the Euro-Med Dialogue Award 2017 | Anna Lindh Foundation. Archiviert vom Original am 26. Januar 2018; abgerufen am 25. Januar 2018.
22. ↑  House of Music - BfDT Bündnis für Demokratie und Toleranz. Abgerufen am 2. November 2020.